# Calibrador de cone de luz
Em física teórica, um calibrador de cone de luz é uma abordagem para remover as ambiguidades decorrentes de uma simetria de calibre. Embora o termo refere-se a 

várias situações, um componente nulo de um campo {\displaystyle A} está definido para zero (ou uma função simples de outras variáveis), em todos os casos.
Na teoria de gauge, o calibre do cone de luz se refere a seguinte condição:
{\displaystyle A^{+}=0}, onde
{\displaystyle A^{+}(x^{0},x^{1},x^{2},x^{3})=A^{0}(x^{0},x^{1},x^{2},x^{3})+A^{3}(x^{0},x^{1},x^{2},x^{3})}
Este é um método para se livrar das redundâncias implícitas pela simetria de Yang-Mills.